# Manfreda singuliflora
Manfreda singuliflora är en sparrisväxtart som först beskrevs av Sereno Watson, och fick sitt nu gällande namn av Joseph Nelson Rose. Manfreda singuliflora ingår i släktet Manfreda och familjen sparrisväxter. Inga underarter finns listade i Catalogue of Life.